# زبان اشاره پرویی
زبان اشاره پرویی زبان اشاره‌ای است که توسط ناشنوایان و کم شنوایان در پرو استفاده می‌شود.